# Torgil Øwre Gjertsen
Torgil Øwre Gjertsen (12 marzo 1992) è un giocatore di calcio a 5 e calciatore norvegese, pivot della Nazionale norvegese e attaccante dell'Averøykameratene.

## Carriera
Øwre Gjertsen ha giocato nelle giovanili del Melhus, per entrare poi in quelle dello Strindheim. Proprio con lo Strindheim ha avuto l'opportunità di arrivare in prima squadra, giocando in 2. divisjon (terzo livello del campionato norvegese).
La carriera di Øwre Gjertsen lo ha portato, nel 2014, a vestire la casacca del Ranheim, in 1. divisjon. Ha esordito in questa divisione il 6 aprile dello stesso anno, schierato titolare nella partita casalinga persa per 1-2 contro il Nest-Sotra.
Ha trovato la prima rete il 30 aprile 2015, nella sconfitta per 4-1 arrivata sul campo del Brann.
Come molti altri connazionali, ha alternato l'attività nel calcio con quella nel calcio a 5: i campionati di quest'ultima disciplina iniziano infatti al termine di quelli calcistici, permettendo la contemporanea attività in entrambi gli sport. Nell'Eliteserie 2015-2016, Øwre Gjertsen ha vestito quindi la maglia del Pumas, mentre l'anno seguente è stato in forza allo Jonsborg.
In campo calcistico ha giocato per il Ranheim fino al 27 luglio 2017, data in cui è stato ingaggiato dal Kristiansund BK, in Eliteserien: ha firmato un accordo valido fino al 31 dicembre 2019. Ha debuttato nella massima divisione locale il 5 agosto successivo, impiegato da titolare nella sconfitta per 4-1 patita in casa del Rosenborg. Il 10 settembre 2017 ha siglato la prima rete in Eliteserien, nella vittoria per 4-1 arrivata sul Tromsø.
A dicembre 2018 è stato convocato dal commissario tecnico della Nazionale di calcio a 5 della Norvegia Silvio Crisari in vista della Nordic Futsal Cup, manifestazione nel corso della quale ha effettuato il proprio debutto.
Il 3 febbraio 2020 è passato ai polacchi del Wisła Płock.
Il 2 maggio 2021 ha fatto ufficialmente ritorno al Kristiansund BK, a cui si è legato fino al 31 dicembre 2023.

## Statistiche

### Presenze e reti nei club
Statistiche aggiornate al 4 ottobre 2024.
| Stagione               | Club                   | Campionato             | Campionato | Campionato | Coppe nazionali | Coppe nazionali | Coppe nazionali | Coppe continentali | Coppe continentali | Coppe continentali | Supercoppe | Supercoppe | Supercoppe | Totale | Totale |
| Stagione               | Club                   | Comp                   | Pres       | Reti       | Comp            | Pres            | Reti            | Comp               | Pres               | Reti               | Comp       | Pres       | Reti       | Pres   | Reti   |
| ---------------------- | ---------------------- | ---------------------- | ---------- | ---------- | --------------- | --------------- | --------------- | ------------------ | ------------------ | ------------------ | ---------- | ---------- | ---------- | ------ | ------ |
| 2010                   | Strindheim             | 2D                     | ?          | ?          | CN              | ?               | ?               | -                  | -                  | -                  | -          | -          | -          | ?      | ?      |
| 2011                   | Strindheim             | 2D                     | ?          | ?          | CN              | ?               | ?               | -                  | -                  | -                  | -          | -          | -          | ?      | ?      |
| 2012                   | Strindheim             | 3D                     | 22         | 10         | CN              | 2               | 1               | -                  | -                  | -                  | -          | -          | -          | 24     | 11     |
| 2013                   | Strindheim             | 2D                     | 23         | 15         | CN              | 1               | 0               | -                  | -                  | -                  | -          | -          | -          | 24     | 15     |
| Totale Strindheim      | Totale Strindheim      | Totale Strindheim      | 45+        | 25+        |                 | 3+              | 1+              |                    | -                  | -                  |            | -          | -          | 48+    | 26+    |
| 2014                   | Ranheim                | 1D                     | 20         | 0          | CN              | 2               | 0               | -                  | -                  | -                  | -          | -          | -          | 22     | 0      |
| 2015                   | Ranheim                | 1D                     | 27+1       | 5+0        | CN              | 3               | 1               | -                  | -                  | -                  | -          | -          | -          | 31     | 6      |
| 2016                   | Ranheim                | 1D                     | 27         | 2          | CN              | 1               | 0               | -                  | -                  | -                  | -          | -          | -          | 28     | 2      |
| gen.-lug. 2017         | Ranheim                | 1D                     | 16         | 2          | CN              | 3               | 1               | -                  | -                  | -                  | -          | -          | -          | 19     | 3      |
| Totale Ranheim         | Totale Ranheim         | Totale Ranheim         | 90+1       | 9+0        |                 | 9               | 2               |                    | -                  | -                  |            | -          | -          | 100    | 11     |
| lug.-dic. 2017         | Kristiansund BK        | ES                     | 12         | 8          | CN              | 1               | 0               | -                  | -                  | -                  | -          | -          | -          | 13     | 8      |
| 2018                   | Kristiansund BK        | ES                     | 24         | 3          | CN              | 1               | 0               | -                  | -                  | -                  | -          | -          | -          | 25     | 3      |
| 2019                   | Kristiansund BK        | ES                     | 28         | 2          | CN              | 4               | 0               | -                  | -                  | -                  | -          | -          | -          | 32     | 2      |
| feb.-lug. 2020         | Wisła Płock            | EK                     | 9          | 2          | CP              | -               | -               | -                  | -                  | -                  | -          | -          | -          | 9      | 2      |
| 2020-mag. 2021         | Wisła Płock            | EK                     | 19         | 1          | CP              | 2               | 0               | -                  | -                  | -                  | -          | -          | -          | 21     | 1      |
| Totale Wisła Płock     | Totale Wisła Płock     | Totale Wisła Płock     | 28         | 3          |                 | 2               | 0               |                    | -                  | -                  |            | -          | -          | 30     | 3      |
| 2021                   | Kristiansund BK        | ES                     | 28         | 6          | CN              | 3               | 2               | -                  | -                  | -                  | -          | -          | -          | 31     | 8      |
| 2022                   | Kristiansund BK        | ES                     | 30         | 1          | CN              | 2               | 0               | -                  | -                  | -                  | -          | -          | -          | 32     | 1      |
| 2023                   | Kristiansund BK        | 1D                     | 30+4       | 3+0        | CN              | 2               | 0               | -                  | -                  | -                  | -          | -          | -          | 36     | 3      |
| Totale Kristiansund BK | Totale Kristiansund BK | Totale Kristiansund BK | 64         | 13         |                 | 6               | 0               |                    | -                  | -                  |            | -          | -          | 70     | 13     |
| ago.-dic. 2024         | Averøykameratene       | 4D                     | 4          | 2          | CN              | -               | -               | -                  | -                  | -                  | -          | -          | -          | 4      | 2      |
| Totale                 | Totale                 | Totale                 | 319+5+     | 62+0+      |                 | 27+             | 5+              |                    | -                  | -                  |            | -          | -          | 351+   | 67+    |